# Nigel Osborne
Nigel Osborne (ur. 23 czerwca 1948 w Manchesterze) – brytyjski kompozytor.

## Życiorys
Ukończył studia na Uniwersytecie Oksfordzkim (1970), gdzie jego nauczycielami byli Kenneth Leighton (kompozycja) i Egon Wellesz (technika serialna). Studia kontynuował u Witolda Rudzińskiego w Państwowej Wyższej Szkole Muzycznej w Warszawie, w latach 1970–1971 był pracownikiem Studia Eksperymentalnego Polskiego Radia. Od 1978 do 1990 roku wykładał na University of Nottingham. W 1990 roku objął profesurę na Uniwersytecie Edynburskim.
Otrzymał nagrodę Radio Suisse Romande za kantatę 7 Words (1971) i nagrodę Gaudeamus za utwór Heaventree (1973).

## Twórczość
Twórczość kompozytora od samego początku miała charakter analityczny i spekulatywny, kompozytor dopatrywał się w strukturalizmie analogii dla procesu muzycznego. Posługiwał się techniką serialną, środkami elektronicznymi oraz mikrotonowością. Według Osborne’a do funkcji muzyki należy organizacja i strukturyzowanie brzmienia, w swojej twórczości kameralnej wykorzystywał rozmaite zestawy instrumentów, w twórczości wokalno-instrumentalnej różnorodny akompaniament.

## Wybrane kompozycje
(na podstawie materiałów źródłowych)

### Utwory orkiestrowe
- Koncert wiolonczelowy (1977)
- Koncert na flet i orkiestrę kameralną (1980)
- Sinfonia I (1982) i II (1983)
- Esquisse I (1987) i II (1988) na małą orkiestrę smyczkową
- Stone Garden (1988)
- Eulogy (for Michael Vyner) na małą orkiestrę (1990)
- Koncert skrzypcowy (1990)
- The Sun of Venice (1991)
- Albanian Nights (1991)
- Hommage à Panufnik (1992)
- The Art of Fugue na wiolonczelę i orkiestrę (1993)

### Utwory kameralne
- Kinderkreuzzug na zespół kameralny i taśmę (1974)
- Remembering Esenin na wiolonczelę i fortepian (1974)
- Musica da camera na skrzypce, taśmę i publiczność (1975)
- Prelude and Fugue na zespół kameralny (1975)
- After Night na gitarę (1977)
- Kerenza at the Zawn na obój i taśmę (1978)
- Quasi una fantasia na wiolonczelę (1979)
- In Camera na zespół kameralny (1979)
- Mythologies na flet, klarnet, trąbkę, harfę, skrzypce i wiolonczelę (1980)
- Fantasia na zespół kameralny (1983)
- Wildlife na zespół kameralny i opcjonalne live electronics (1984)
- Zansa na zespół kameralny (1985)
- Mbira na skrzypce i fortepian (1985)
- Lumière na kwartet smyczkowy i 4 zespoły dziecięce (1986)
- The Black Leg Miner na obój, rożek angielski, fagot i fortepian (1987)
- Zone na obój, klarnet i trio smyczkowe (1989)
- Canzona na 4 trąbki, róg, 4 puzony i tubę (1990)
- Adagio for Vedran Smailovic na wiolonczelę (1993)
- Sarajevo na klarnet, fortepian i wiolonczelę (1994)

### Utwory fortepianowe
- Figure/Ground (1978, zrewid. 1979)
- Sonata (1981)

### Utwory wokalne i wokalno-instrumentalne
- 7 Words na 2 tenorów, bas, chór, orkiestrę i opcjonalne fale Martenota (1971)
- Heaventree na chór (1973)
- The Sickle na sopran i orkiestrę (1975)
- Chansonnier na sopran, alt, tenora, bas, chór i zespół kameralny (1975)
- Passers By na flet basowy, wiolonczelę, 3 głosy i przeźrocza (1976)
- Vienna. Zürich. Constance na sopran, skrzypce, wiolonczelę, 2 klarnety i perkusję (1977)
- I Am Goya na bas-baryton, flet, obój, skrzypce i wiolonczelę (1977)
- Orlando furioso na chór i zespół kameralny (1978)
- Under the Eyes na głos, perkusję, fortepian, obój i flet (1979)
- Songs from a Bare Mountain na chór żeński (1979)
- Poem Without a Hero na sopran, mezzosopran, tenora, bas i live electronics (1980)
- Gnostic Passion na chór (1980)
- The Cage na tenora, zespół kameralny i opcjonalne live electronics (1981)
- For a Moment na chór żeński, wiolonczelę i opcjonalny bęben (1981)
- Choralis I (1981), II (1981, zrewid. 1982) i III (1982) na sopran, 2 mezzosoprany, tenora, baryton i bas
- Cantata Piccola na sopran i kwartet smyczkowy (1982)
- Alba na mezzosopran, zespół kameralny i taśmę (1984)
- The 4-Loom Weaver na mezzosopran i taśmę (1985)
- Pornography na mezzosopran i zespół kameralny (1985)
- Tracks na 2 chóry, orkiestrę i zespół dęty (1990)

### Opery
- Hell’s Angels (1985, wyst. Londyn 1986)
- The Electrification of the Soviet Union (1986–1987, wyst. Glyndebourne 1987)
- Terrible Mouth (1992)
- Sarajevo (1993–1994)